# Liste der denkmalgeschützten Objekte in Übersaxen
Die Liste der denkmalgeschützten Objekte in Übersaxen enthält die denkmalgeschützten, unbeweglichen Objekte der Gemeinde Übersaxen.

## Denkmäler
| Foto |                 | Denkmal                                                | Standort                              | Beschreibung | Metadaten |
| ---- | --------------- | ------------------------------------------------------ | ------------------------------------- | --- | --- |
| ja   | Datei hochladen | Almanlage Alpe Gartis HERIS-ID: 82653 Objekt-ID: 96490 | Gulmweg 12 Standort KG: Übersaxen     | Der Hof Gartis befindet sich als höchstgelegener von ehemals sieben Berghöfen, deren Bewirtschaftung spätestens in der Zeit der Walserwanderung des 14. Jahrhunderts, womöglich aber auch schon früher begonnen hat, auf einer sanft ansteigenden Hochfläche zwischen dem Ortskern von Übersaxen und der etwa 200 Meter höher gelegenen Gemeindealpe Gulm. Die Romanistin Andrea Schorta war der Ansicht, dass der Eigenname des Hofes lateinischen Ursprungs ist (lateinisch curtis ‚Hof‘). Nachdem der Hof aufgegeben worden war, wurden die Ländereien für einige Jahre gemeinsam mit der Gulm-Alpe bewirtschaftet und fanden als „Stieralpe“ Verwendung. | BDA-Hist.: Q38178986 Status: § 2a Stand der BDA-Liste: 2025-06-30 Name: Almanlage Alpe Gartis GstNr.: 1340                                                                        |
| ja   | Datei hochladen | Pfarrhof HERIS-ID: 82651 Objekt-ID: 96488              | Kirchstraße 25 Standort KG: Übersaxen | Der Pfarrhof in Übersaxen wurde 1838 (nach anderer Quelle: 1836) errichtet. Im Zuge einer Renovierung 1990/1991 wurde sein ehemaliger Stall durch einen Pfarrsaal ersetzt. | BDA-Hist.: Q38178978 Status: § 2a Stand der BDA-Liste: 2025-06-30 Name: Pfarrhof GstNr.: .45 Pfarrhof Übersaxen                                                                   |
| ja   | Datei hochladen | Kapelle hl. Rochus HERIS-ID: 56395 Objekt-ID: 65816    | Rainberg Standort KG: Übersaxen       | Die Kapelle zum heiligen Rochus ist ein rechteckiger Bau unter einem Satteldach, das einen Glockenturm mit Spitzhelm trägt. Die gemalten Flügel des Altars im Inneren stammen noch aus der Zeit der Spätgotik um das Jahr 1490. | BDA-Hist.: Q38071937 Status: § 2a Stand der BDA-Liste: 2025-06-30 Name: Kapelle hl. Rochus GstNr.: .5 Rochuskapelle (Übersaxen)                                                   |
| ja   | Datei hochladen | Pfarrkirche Übersaxen HERIS-ID: 56330 Objekt-ID: 65632 | Standort KG: Übersaxen                | Die ursprüngliche Filiale der Liebfrauenbergkirche in Rankweil wurde 1630 mit einem Kirchenneubau als Stiftung des Kirchpflegers Blasius Künzli ausgebaut und 1637 zur Pfarrkirche erhoben. 1896 wurde das Langhaus um zwei Joche vergrößert. Die nach Norden orientierte barocke Kirche steht in einem ummauerten Friedhof. Das Langhaus und der Chor mit einem Dreiachtelschluss stehen unter einem gemeinsamen Satteldach. | BDA-Hist.: Q27797256 Status: § 2a Stand der BDA-Liste: 2025-06-30 Name: Kath. Pfarrkirche hl. Bartholomäus und Friedhof GstNr.: .12, 1/1 Pfarrkirche Hl. Bartholomäus (Übersaxen) |